# Sorry Bro (I Love You)
«Sorry Bro (I Love You)» es una canción de Dorian Electra, artista estadounidense. Liberada como sencillo el 19 de mayo de 2020. Obtuvo un álbum de remixes con varios artistas, que fue liberado el 23 de junio de 2020.

## Composición
La canción fue producida por Count Baldor y Dylan Brady, escrita por Electra y Mood Killer. "Sorry Bro (I Love You)" cuenta con el sonido de un ''clavecín medieval, un sintetizador rave y un soplido de dubstep" con elementos del pop barroco. Como muchas canciones de Dorian Electra, tiene mensajes irónicos sobre la masculinidad tóxica, pero los subvierte añadiendo matices del homoerótismo. Estos temas aparecen jugando en el vídeo dirigido por Weston Allen, el cual presenta a Electra haciendo skateboarding, levantamiento de pesas, y "abriendo una cerveza fría con sus ‘bros’".

## Listado de pistas
Descarga digital − Single EP
1. "Sorry Bro (I Love You)" – 1:27

Descarga digital − Álbum de Remixes
1. "Sorry Bro (I Love You)" (Himera Remix) – 2:21
2. "Sorry Bro (I Love You)" (PUTOCHINOMARICON Remix) – 1:14
3. "Sorry Bro (I Love You)" (Lil Marico & Full Tac Remix) – 1:44
4. "Sorry Bro (I Love You)" (Bronce Avery Remix) – 1:15
5. "Sorry Bro (I Love You)" (Brostep Remix) – 2:19
6. "Sorry Bro (I Love You)" (Shubu Remix) – 1:15
7. "Sorry Bro (I Love You)" (recovery girl Remix) – 2:04
8. "Sorry Bro (I Love You)" (Astra King Remix) – 1:51